# Luoma vasútállomás
Luoma vasútállomás Finnországban, Kirkkonummi településen található.

## Vasútvonalak
Az állomást az alábbi vasútvonalak érintik:
- Helsinki–Turku-vasútvonal

## Kapcsolódó állomások
A vasútállomáshoz az alábbi állomások vannak a legközelebb:
- Mankki vasútállomás
- Masala vasútállomás